# Évolution territoriale de la Nouvelle-Zélande
Cet article est une chronologie de l'évolution territoriale de la Nouvelle-Zélande, listant les modifications de la géographie politique de ce pays.

## Chronologie

### Avant la colonisation britannique
Ier millénaire
Les Maoris s'installent sur l'archipel néo-zélandais.
13 décembre 1642

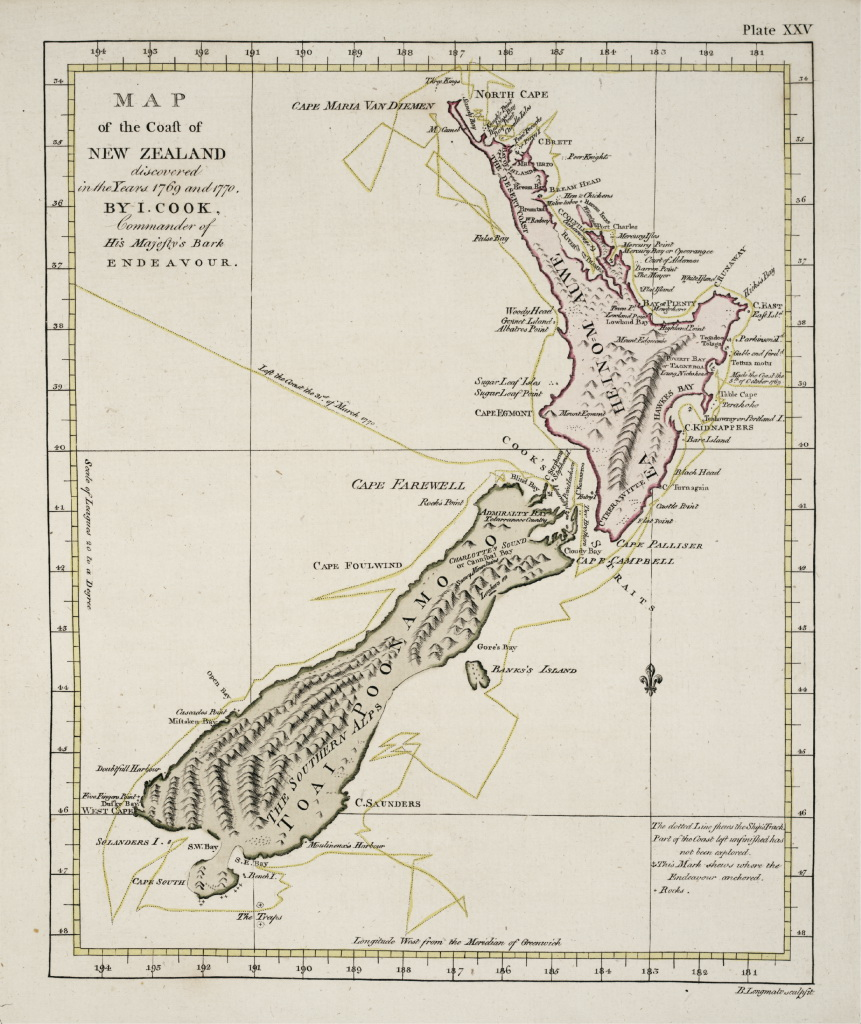
Première carte de Nouvelle-Zélande, tracée par James Cook.

Le navigateur hollandais Abel Tasman et son équipage sont les premiers Européens à découvrir l'archipel.
1769-1770
Le capitaine britannique James Cook atteint la Nouvelle-Zélande lors de son premier voyage et la cartographie.
25 avril 1787
La commission du capitaine britannique Arthur Phillip le charge de créer une colonie en Australie orientale ; il est spécifié que cette colonie inclut toutes les îles adjacentes dans l'océan Pacifique entre les latitudes 10° 37′ S et 43° 39′ S, ce qui inclut la plupart de l'archipel néo-zélandais à l'exception de la moitié sud de l'île du Sud.
Janvier 1788
Création de la colonie britannique de colonie de Nouvelle-Galles du Sud par Arthur Phillip, à laquelle les îles de Nouvelle-Zélande sont rattachées.

### Colonie britannique
1835

Évolution du découpage administratif de la Nouvelle-Zélande, de 1841 à 1876.

À l'instigation de James Busby, résident britannique dans l'archipel, 34 chefs maoris signent la déclaration d'indépendance de la Nouvelle-Zélande. Cette déclaration est effectuée en réponse à l'anarchie causée par les sujets britanniques et à la peur que la France ne déclare sa souveraineté sur les îles. Le roi Guillaume IV reconnait cette déclaration, mais elle est mal reçue par le Colonial Office.
1837
Création à Londres de la Compagnie de Nouvelle-Zélande dans le but de promouvoir la colonisation systématique de l'archipel.
6 février 1840
Signature du traité de Waitangi, acte de fondation de la Nouvelle-Zélande en tant que telle.
21 mai 1840
La Nouvelle-Zélande est formellement annexée à la Nouvelle-Galles du Sud.
16 novembre 1840
Création de la colonie de Nouvelle-Zélande par lettre patente et séparation de la Nouvelle-Galles du Sud. Trois provinces sont établies : New Ulster, New Munster et New Leinster.
3 mai 1841
La séparation de la Nouvelle-Galles du Sud est effective.
28 août 1846
Sanction royale de la première Constitution de la Nouvelle-Zélande ; elle est toutefois presque complètement suspendue sur les conseils de George Grey, gouverneur général. La seule clause opérationnelle concerne les provinces, qui sont réorganisées en New Ulster et New Munster.
17 janvier 1853
À la suite de la nouvelle constitution de 1852, création des six provinces d'Auckland, New Plymouth, Wellington, Nelson, Canterbury et Otago.
1er novembre 1858
La province de Hawke's Bay est séparée de celle de Wellington.
1er janvier 1859
La province de New Plymouth est renommée en Taranaki.
1er novembre 1859
La province de Marlborough est séparée de celle de Nelson.
1er avril 1861
La province de Southland est séparée de celle d'Otago.
10 novembre 1863
L'île Stewart, qui ne fait partie d'aucune province depuis 1853, est rattachée à celle de Southland.
1er novembre 1876
Suppression des provinces et remplacement par 63 comtés.
1900
Le contrôle des îles Cook, protectorat britannique depuis 1888, est transféré à la Nouvelle-Zélande.
1901
Niue, protectorat britannique depuis 1889, est annexé par la Nouvelle-Zélande, comme partie des îles Cook.

### Indépendance
26 septembre 1907

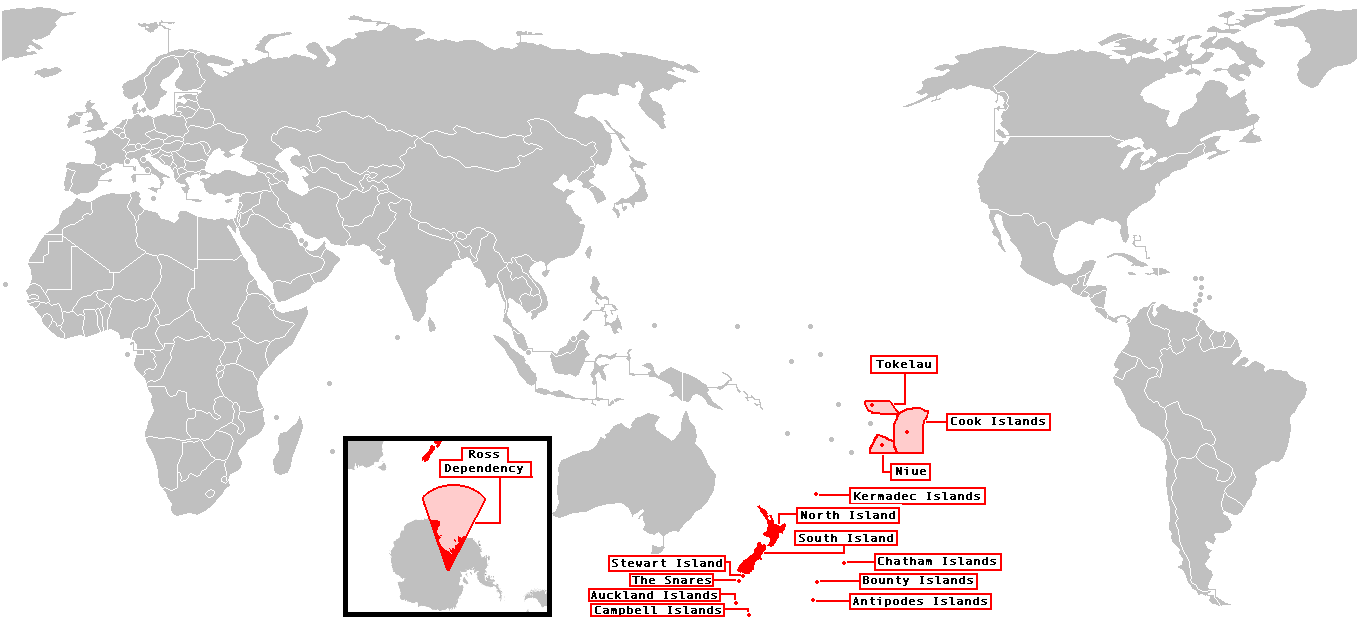
Carte du Royaume de Nouvelle-Zélande en 2013.

La colonie obtient son indépendance par rapport au Royaume-Uni en devenant un dominion.
30 juillet 1923
Formalisation des revendications de la Nouvelle-Zélande sur la dépendance de Ross en Antarctique : le gouverneur-général de Nouvelle-Zélande est nommé gouverneur de la dépendance de Ross.
1926
Tokelau, partie de la colonie des îles Gilbert et Ellice, est transféré à la Nouvelle-Zélande.
25 novembre 1947
Adoption du Statut de Westminster : la pleine souveraineté sur le plan législatif, la gestion des affaires étrangères et de la diplomatie est accordé à la Nouvelle-Zélande.
4 août 1965
Les îles Cook deviennent un État associé à la Nouvelle-Zélande.
19 octobre 1974
Niue devient un État associé à la Nouvelle-Zélande.